# Cimboa

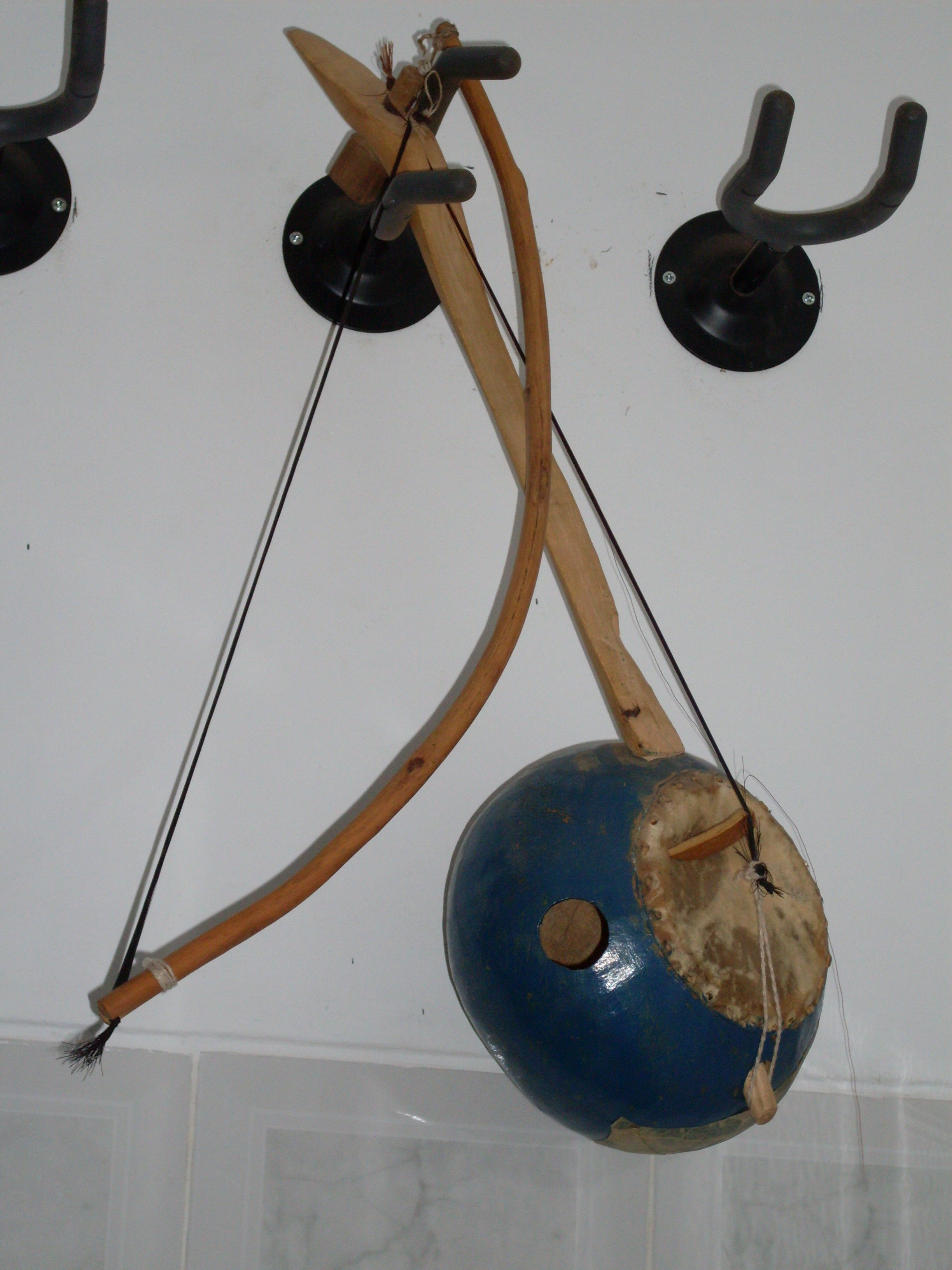
Cimboa com o seu arco

A cimboa /sĩˈboɐ/ (também conhecida por cimbó /sĩˈbɔ/) é um instrumento musical originário de Cabo Verde. Trata-se de um cordofone friccionado que era tradicionalmente utilizado para acompanhar as danças de batuque.
A cimboa é constituida  pelo instrumento propriamente dito e por um arco. O instrumento pertence à família dos alaúdes, e como tal possui um braço ligado a uma caixa de ressonância. A caixa é feita a partir de uma cabaça, ou quando esta é difícil de encontrar, de coco, com um tampo harmónico de pele de cabrito esticada, fixa através de varetas de caniço. A partir da caixa sai um braço fabricado com uma madeira flexível (pinha. Na extremidade desse braço encontra-se uma cravelha de mogno para afinar a única corda do instrumento, que está tendida entre uma pestana incrustada no braço e um cavalete situado sobre o tampo harmónico. O som é obtido friccionando o arco sobre a corda feita de crina de cavalo. O arco é feito de uma peça de madeira encurvada de barnelo e de uma corda, também ela de crina, untada de breu. A altura das notas é conseguida pressionando a corda em diversos pontos do braço, mas o facto de o braço ser flexível torna possível obter mudanças na altura das notas arqueando o braço.
Sobre a origem exacta do instrumento quase nada se sabe, a não ser que veio da África continental. No entanto foi assinalada a semelhança da cimboa com instrumentos africanos situados a milhares de quilómetros de distância (!), entre os quais o kiki dos dazas do Tibesti e de Borcu, o nini dos zagauas, o fini dos canembus, e ainda o kiki dos mabas da região de Uadai.
O uso deste instrumento está considerado extinto. Embora tenha havido um ressurgir da construção deste instrumento, hoje em dia ele é mais utilizado como peça decorativa, e não como instrumento musical.